# ちるちる
ちるちる（英: Chill Chill）は、株式会社サンディアス（代表取締役：井出洋）が運営する、商業BLポータルサイト及びWEBメディア。

## 概要
ちるちるは、ユーザーからのレビューをメインとしたコミュニティサービスの名称である。出版社から発行されるBL作品である商業BLの情報、BL作家詳細、ファン交流のためのコミュニティ、BLニュースを提供している。

## 来歴
2008年、サービス開始。
2009年、BL総選挙と称した読者投票によるランキング『BLアワード』をスタート。ちるちるへ投稿された作品評価、一定期間の投票によって順位が決定する。なお、毎年部門は異なっている模様。
同サービスから派生した作家とファンのためのリアルイベント『ちるフェス』、声優を起用したBL作品朗読会『CHILL CHILL BOX』も実施。
2016年、声優によるBL朗読劇&トークイベント『CHILL CHILL BOX』（通称：ちる箱）を企画プロデュース、毎年に2回開催される。
2018年、BLソムリエ powerd by AIを提供。AIによっておすすめの商業BL作品をレコメンドするサービス。「BLソムリエ」の特許ならびに商標を取得。
2020年、マーケティングの見地から腐女子及びBL業界について情報を提供する『オタクマーケティング研究所』をnoteにてアカウントを開設。